# Pius Mlungisi Dlungwana
Pius Mlungisi Dlungwana (ur. 13 października 1947 w Impendle) – południowoafrykański duchowny katolicki, biskup pomocniczy Mariannhill w latach 2000-2006, biskup diecezjalny tegoż biskupstwa w latach 2006-2022.

## Życiorys
Święcenia kapłańskie przyjął 5 lipca 1976. W latach 1988–1993 oraz 1996-1997 podjął studia na Uniwersytecie św. Pawła w Ottawie, uwieńczone doktoratem z teologii biblijnej. W latach 1998–2000 był rektorem seminarium św. Jana Vianneya w Pretorii.

### Episkopat
2 czerwca 2000 roku został mianowany przez papieża Jana Pawła II biskupem pomocniczym diecezji Mariannhill, przydzielając mu stolicę tytularną Altinum. Sakrę przyjął 6 sierpnia tegoż roku z rąk biskupa Paula Themba Mngomy.
3 czerwca 2006 papież Benedykt XVI mianował go biskupem diecezjalnym Mariannhill.
13 października 2022 papież Franciszek przyjął jego rezygnację z urzędu biskupa diecezjalnego, rządy w diecezji przejął po nim dotychczasowy koadiutor, ks. bp Neil Augustine Frank.